# Erytus hormonzensis
Erytus hormonzensis är en skalbaggsart som beskrevs av Rudolph Petrovitz 1980. Erytus hormonzensis ingår i släktet Erytus och familjen Aphodiidae. Inga underarter finns listade i Catalogue of Life.